# 佐藤虎次郎 (群馬県の政治家)
佐藤 虎次郎（さとう とらじろう、旧姓・茂木、1864年7月18日（元治元年6月15日） - 1928年（昭和3年）9月6日）は、日本の政治家、衆議院議員。政界進出以前に、オーストラリアの木曜島で実業家として活動していたことでも知られる。

## 経歴
1864年（元治元年）に武蔵国児玉郡太駄村（後の埼玉県本泉村、さらに本庄市の一部）に、庄屋であった茂木太平の次男、ないし、三男として生まれた。
横浜の実業家であった原善三郎の家に奉公し、商法と英語を学んだ後、1884年8月に渡米してミシガン大学に学び、そこで南方熊楠と親交を結んだ。1890年6月ころまでは、アナーバーにとどまった。帰国後は国民自由党系の活動家としてさまざまな動きに関わった。1891年に、和歌山県東牟婁郡高池町（後の古座川町の一部）の材木商・佐藤長右衛門の娘おくと結婚して婿養子となり、以降は佐藤姓を名乗った。
1893年、外務大臣であった陸奥宗光の嘱託により、オーストラリアにおける日本人移民の実態調査に取り組んだが、これを契機として、自ら移住を決意し、クイーンズランド州の木曜島に「佐藤商店」を興して様々な事業を展開し、一時は2000人近くを雇用していた。特に、工芸品や、高級ボタンの原材料として当時大きな需要があったシロチョウガイ（白蝶貝、Pinctada maxima）の採取事業では、和歌山県出身の優れたダイバーたちを動員して大きな成功を収め、「木曜島のキング」とも通称された。しかし、1901年の移民制限法の制定などを受け、日本への帰国を余儀なくされ、帰国の途上で妻おくに先立たれた。おくとの間に子はなかったが、その後、後妻として迎えたアカとの間にひとり息子が生まれた。
帰国した佐藤は、再び政治活動に関わり、1901年には横浜で孫文と会見している。また同年には『横浜毎夕新聞』の経営を引き受け、1902年にこれを『横浜新報』と改題したが、同紙は1904年にライバルだった『横浜貿易新報』と合併に至った。合併後の『横浜新報』は、『貿易新報』、さらに『横浜貿易新報』と改題を重ねた。
1903年の第8回衆議院議員総選挙において、群馬県郡部から無所属で立候補し当選した。1904年の第9回衆議院議員総選挙でも再選され、1905年に立憲政友会に加わった。さらに1908年の第10回衆議院議員総選挙で三選を果たした。ところが、佐藤は1909年の日糖事件に連座したとされて議員資格を失う。第一審では重禁固4ヶ月の有罪判決だったが、1909年8月10日、東京控訴院第一部で無罪の判決を受けて確定した。その後、1912年の第11回衆議院議員総選挙に横浜市から立候補したが、落選し、以降は政治活動から身を引いた。
佐藤は、韓国併合が行われた1910年に、朝鮮に渡り、農林業経営に取り組み、また学校長を務めるなど教育にも取り組んだが、1926年に京城で、朝鮮総督だった斎藤実と誤認されて襲撃され、その傷がもとで1928年に京城で没した。墓所は多磨霊園(6-1-5-27)

## 家族
前妻の佐藤おくは和歌山県の素封家・佐藤長右衛門の娘で、木曜島から日本へ帰国の船上で病死した。岳父の佐藤長右衛門は高池村の山林地主で、江戸期より古座川筋のほとんどの山林を所有し、ウバメガシを原料とする備長炭を生産し江戸へ送る木炭業で繁栄し、富豪として知られていた。雨渓と号した風流人でもあり、別荘「楽天荘」には紀州で遊ぶ文人墨客が必ず立ち寄ると言われ、没後は司馬遼太郎がこれを購入した。
後妻のアカとの間に長男・竜太郎を儲けた。政治学者、東京大学名誉教授だった佐藤誠三郎、声楽家の佐藤貴美子は孫にあたる。

## 著作
- 『新政経 : 世界政治の新傾向平和的進取の標榜』大国民社、1903年。
- 『支那啓発論』横浜新報社、1903年。